# Companhia aérea de baixo custo

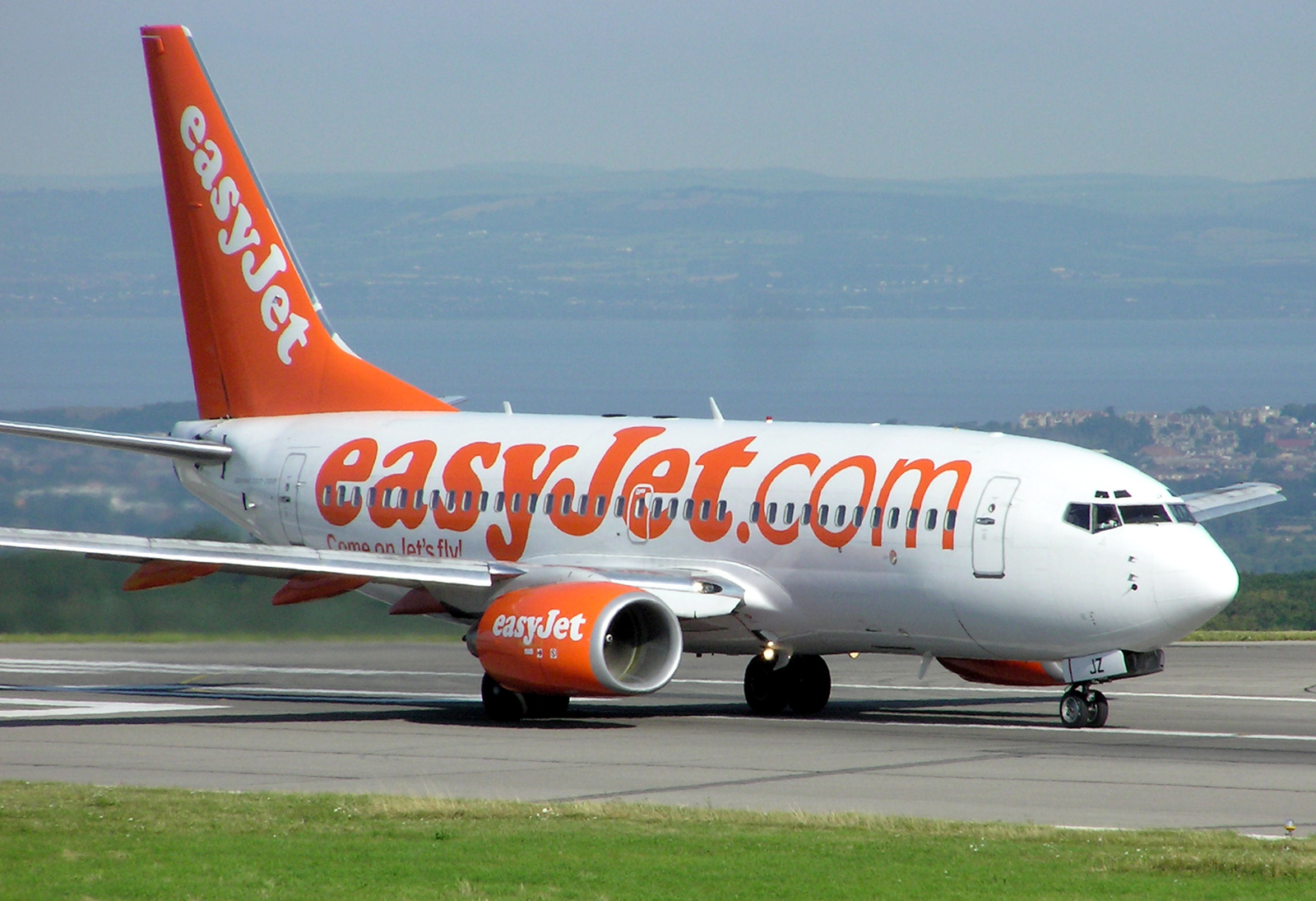
Um 737 da companhia easyJet esperando para decolagem

Uma companhia aérea de baixo custo (ou low cost em inglês, terminologia comummente utilizada em Portugal) é uma companhia aérea que oferece baixas tarifas eliminando custos derivados de serviços tradicionais oferecidos aos passageiros, baseando-se na simplicidade do serviço sem distinção de classes. O conceito teve origem nos Estados Unidos e popularizou-se na Europa durante os anos noventa, tudo graças à liberalização do setor dos transportes aéreos no mercado norte-americano iniciada em 1978. Esta liberalização veio permitir que as companhias aéreas pudessem circular livremente, com total autonomia em termos de estabelecimento de preços, rotas e capacidade de transporte que, até aí, eram limitadas. O aparecimento das low cost na Europa apenas foi possível devido ao processo de liberalização do setor iniciado em 1987 e finalizado em 1997 que deu, tal como no caso norte-americano, total liberdade às companhias aéreas, o “ingrediente” essencial para o sucesso das low cost. A liberalização do transporte aéreo teve como metas a redução de preços, providenciar mais escolha aos consumidores e potenciar o crescimento regional. Surgiram assim as companhias low cost que praticavam preços mais reduzidos dos que eram praticados até então, alterando a forma como viajamos.
As companhias low cost têm um modelo baseado em custos unitários substancialmente inferiores relativamente ao outros tipos de companhias aéreas (tradicionais e charter), o que lhes permite praticar preços reduzidos, sendo esta a sua principal vantagem competitiva face às restantes companhias aéreas. Os preços reduzidos apenas são possíveis devido à simplificação de processos de gestão e à oferta de um serviço com características simplificadas, em que a única preocupação é oferecer o transporte aéreo a baixo preço. As low cost caracterizam-se pela aposta na utilização de aeroportos secundários, maior intensidade na utilização de aviões e tripulações, redução de custos de manutenção, mais lugares disponíveis por avião e tempos de paragem nos aeroportos reduzidos, permitindo obter uma redução de custos inferiores às tradicionais. Estas são geralmente conhecidas por companhias low cost, low fare, no-frills ou discount airlines. Estas designações pretendem definir companhias aéreas cujos respetivos custos são inferiores aos custos das companhias tradicionais. O modelo de negócio destas companhias caracteriza-se fundamentalmente pela simplicidade do produto, custos operativos baixos e um posicionamento específico, permitindo oferecer aos seus clientes tarifas mais baixas, não fornecendo muitos dos tradicionais serviços adicionais. O desenvolvimento destes serviços aéreos low cost resultou fundamentalmente no aumento do tráfego aéreo, evitando o desvio da procura existente para outros meios, uma vez que os preços baixos oferecidos pelas companhias low cost acabaram por atrair novos clientes para o mercado do transporte aéreo.
No Brasil, é possível fazer a compra de passagens desse tipo de companhia por meio de agência de viagens online. Atualmente, algumas companhias e fabricantes cogitam a possibilidade de transportar passageiros em pé.

## Modelo de negócio

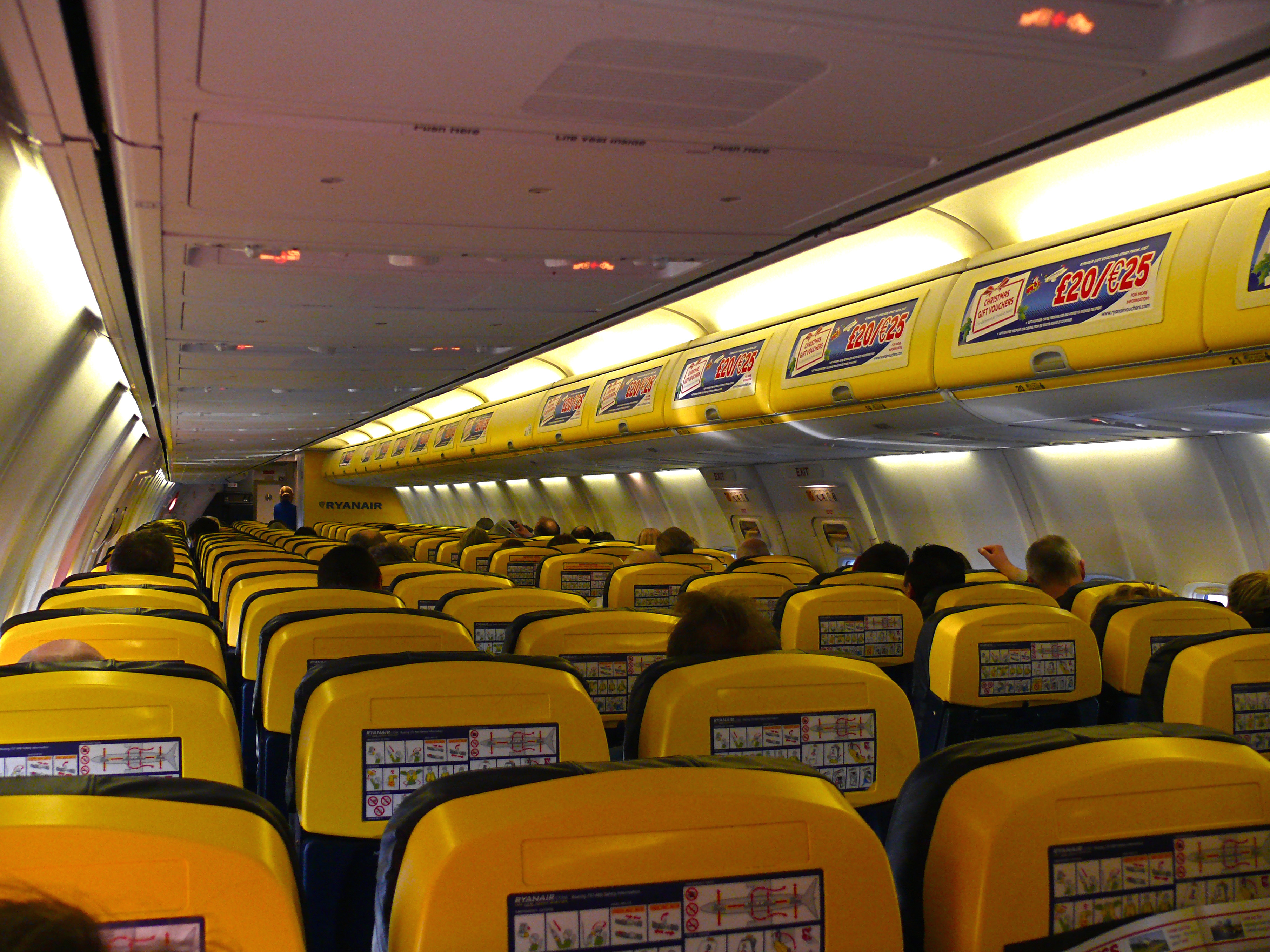
Publicidade no interior de uma aeronave da Ryanair.

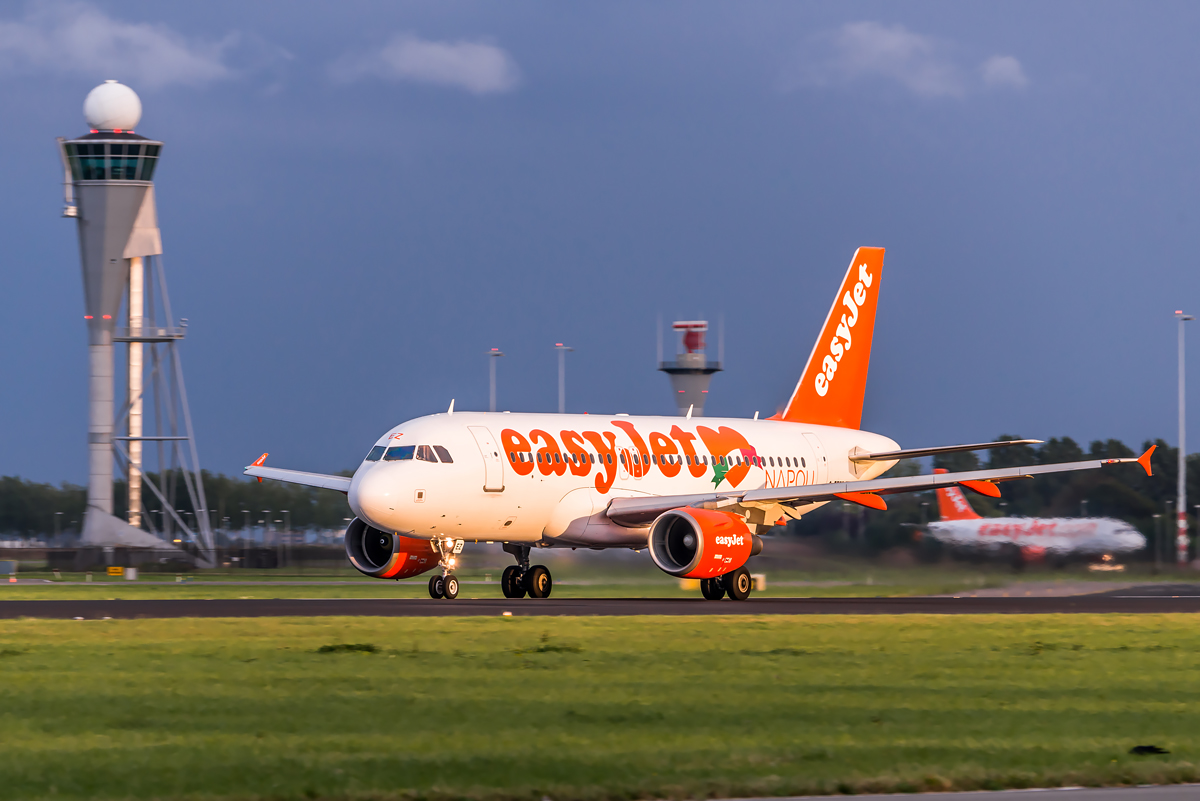
EasyJet A319, Airport Amsterdam Schiphol.

Uma companhia aérea de baixo custo normalmente segue o seguinte modelo de negócio:
- oferece apenas uma classe em seus aviões (não há as tradicionais classes econômica, executiva e primeira-classe);
- usa apenas um tipo de aeronave (normalmente o Airbus A320 ou o Boeing 737), reduzindo custos de treinamento e de serviços associados;
- oferece um sistema simples de tarifação (à medida que a capacidade do avião vai se esgotando em determinado voo, as tarifas aumentam, o que recompensa reservas com antecedência);
- não se oferecem lugares marcados (reserva de lugar), encorajando os passageiros a embarcar o mais rápido possível;
- são escolhidos aeroportos com custos mais baratos e menos congestionados, normalmente sendo aeroportos secundários;
- prefere-se voar em horários não-preferenciais (muito cedo pela manhã ou noite avançada), reduzindo custos e evitando atrasos devido ao intenso tráfego aéreo;
- os voos são vendidos separadamente para cada trecho, não sendo possível conexão, o que transfere ao passageiro o ônus de voos cancelados ou atrasos (a companhia vende bilhetes sem escalas intermediárias de conexão e não se responsabiliza por combinações feitas pelos passageiros com outros voos da companhia ou de outra empresa);
- ênfase na venda direta ao passageiros, especialmente pela Internet, evitando taxas e comissões pagas a agentes de viagem, operadoras turísticas e sistemas eletrônicos de reserva;
- emissão preferencial de bilhetes eletrônicos ou viagem sem bilhete (apenas com número de reserva);
- os funcionários exercem vários serviços, por exemplo, comissários de bordo também limpam o avião ou atendem os portões de embarque, o que reduz o custo com pessoal;
- serviço de bordo gratuito é eliminado, sendo cobrado qualquer serviço diretamente do passageiro (bebidas, lanches, fones de ouvido);
- agressiva política de redução do custo de combustível;
- anuncia-se sempre preços separados, sem taxas de embarque e custos governamentais, fazendo com que o preço básico apareça sempre o mais baixo possível (exceto na União Europeia, onde é obrigatório anunciar o preço com todas as taxas).

## Companhias de baixo custo
A seguinte lista compreende todas as companhias aéreas de baixo custo organizadas por país de origem.

### África
| África do Sul - FlySafair - Kulula.com - Mango Angola - Sonair (Grupo Sonangol) Egito - Air Arabia Egypt · |  | Quênia - Fly540 - Jambojet (pertence a Air Kenya e opera com o mesmo código IATA) Marrocos - Air Arabia Maroc |  | Tanzânia - Fastjet Zimbabwe - Zimbabwe flyafrica.com |

### América do Norte
| Canadá - Air Canada Rouge - WestJet |  | Estados Unidos - Allegiant Air - Frontier Airlines - JetBlue - Southwest Airlines - Spirit Airlines - Sun Country Airlines - Virgin America |  | México - Interjet - Vivaaerobus.com - Volaris |

### América do Sul
| Brasil - Gol Transportes Aéreos Argentina - Flybondi Chile - Sky Airline - JetSmart |  | Colômbia - VivaColombia - Wingo |

### Ásia
| Bangladesh - Biman Bangladesh Airlines - GMG Airlines - Novoair - United Airways - US-Bangla Airlines China - 9 Air - China United Airlines - Spring Airlines Coreia do Sul - Air Busan - Eastar Jet - Jeju Air - Jin Air - T'way Airlines Filipinas - AirAsia Philippines - AirAsia Zest - Cebu Pacific - PAL Express - Tigerair Philippines Hong Kong - Hong Kong Express Airways - Jetstar Hong Kong (ainda não aprovada) |  | Índia - Air India Express - AirAsia India - GoAir - IndiGo - SpiceJet Indonésia - Citilink - Indonesia AirAsia - Indonesia AirAsia X - Lion Air Japão - Air Do - AirAsia Japan (ainda não aprovada) - Jetstar Japan - Peach - Skymark Airlines - Solaseed Air - Spring Airlines Japan - StarFlyer - Vanilla Air Malásia - AirAsia - AirAsia X - Firefly - Malindo Air Myanmar - Golden Myanmar Airlines · |  | Quirguistão - Pegasus Asia Singapura - Jetstar Asia Airways - Scoot - Tigerair Taiwan - Tigerair Taiwan - V Air Tailândia - Nok Air - NokScoot (a partir de 2015) - Solar Air - Thai AirAsia - Thai AirAsia X - Thai Lion Air - Thai Smile - Thai VietJet Air (a partir de 2015) Vietname - Jetstar Pacific Airlines - VietJet Air |

### Europa
| Alemanha - Germanwings Áustria - InterSky Espanha - Iberia Express - Volotea - Vueling França - HOP! - Transavia.com France Hungria - Wizz Air Islândia - WOW air |  | Irlanda - Aer Lingus - Ryanair Itália - Blue Panorama Airlines Letônia - AirBaltic Noruega - Norwegian Air Shuttle Países Baixos - Transavia.com Reino Unido - easyJet - Flybe - Jet2.com |  | Chéquia - SmartWings (pertence a Travel Service Airlines e opera com o mesmo código IATA) Roménia - Blue Air Rússia - Pobeda Suíça - easyJet Switzerland Turquia - Corendon Airlines - Pegasus Airlines |

### Médio Oriente
| Arábia Saudita - Flynas Bahrein - Bahrain Air |  | Emirados Árabes Unidos - Air Arabia - flydubai Iêmen - Felix Airways |  | Israel - UP Kuwait - Jazeera Airways |

### Oceania
| Austrália - Jetstar Airways - Tigerair Australia |